# San Tammaro
San Tammaro – miejscowość i gmina we Włoszech, w regionie Kampania, w prowincji Caserta.
Według danych na rok 2004 gminę zamieszkuje 4400 osób, 122,2 os./km².